# Michele Cascella
Michele Cascella, född 7 september 1892 i Ortona, död 31 augusti 1989 i Milano,  var en italiensk målare.